# Kevin McHale (skuespiller)
 Der er flere personer med dette navn, se Kevin McHale.
Kevin Michael McHale (født 14. juni 1988) er en amerikansk skuespiller, danser, og sanger. Han er tidligere medlem af boybandet NLT. McHale er bedst kendt for sin rolle som Artie Abrams i Fox' tv-serie Glee.

## Liv og karriere
McHale blev født i Plano, Texas, som den yngste af fire børn. McHale nedstammer fra indvandrere fra County Mayo, Irland.
Han indrømmede til Ryan Seacrest, at han voksede op med Disney Channel-skuespilleren og sangeren Demi Lovato. Før han blev skuespiller, sluttede McHale sig til det amerikanske boyband, NLT , hvilket er en forkortelse for "Not Like Them." R&B-gruppen blev opdaget af Chris Stokes. Den 13. marts 2007 udgav de deres første single, "That Girl". Den følgende måned var de opvarmningsband (med Chantelle Paige) for The Pussycat Dolls. Bandet havde også en gæsteoptræden i Bratz: The Movie. Den 30. april 2009 meddelte medlemmet af NLT, Travis Michael Garland, at NLT var gået hver til sit.
McHale var stjerne i Glee som Artie Abrams, et medlem af McKinley Highs Glee Club med et fysisk handicap. Selv om hans karakter er i en kørestol, er McHale en dygtig danser og har sagt, at det er svært at holde fødderne i ro, mens han er på sættet. Han havde sin første solo single i Glee, hvor han synger "Dancing with Myself" i episoden "Wheels". I episoden "Dream On" dansede han i en fantasy-sekvens til "The Safety Dance" og sang "Dream a Little Dream of Me". I episoden "Britney/Brittany" af den anden sæson af Glee, sang han en soloen (i en drømme-sekvens), "Stronger", efter at være blevet bedøvet af en tandlæge. Han har også dansede i en drøm sekvens sammen Harry Shum, Jr til sangen "Scream" i den tredje sæsons episode "Michael".
I 2008 var McHale i HBO's True Blood serie i to  episoder som Neil Jones, en retsmedicinerassistent. Kevin var også i tre episoder af Nickelodeons hit show Zoey 101 som Dooley.
I 2010 dukkede McHale kortvarigt i One Calls musikvideo "Blacklight" ved siden af den tidligere NLT bandmedlem Justin Thorne, der er medlem af One Call.
I juni 2011 dukkede McHale i Katy Perrys musikvideo til hendes sang "Last Friday Night (T.G.I.F.)" med kollegaen fra Glee Darren Criss.
Den 22. juli 2012 var McHale medvært på 2012 Teen Choice Awards med Demi Lovato. 

## Filmografi

### Film
| År   | Titel                      | Rolle                                          | Noter       |
| ---- | -------------------------- | ---------------------------------------------- | ----------- |
| 2005 | Ruthless                   | Neighbor Neil                                  | Kortfilm    |
| 2007 | Bratz: The Movie           | Dreng, med band, til auditions i talentshowet. |             |
| 2011 | Glee: The 3D Concert Movie | Artie Abrams                                   | Koncertfilm |
| 2015 | Boychoir                   | Wooly                                          |             |

### Tv-serier
| Titel            | År        | Rolle          | Noter                                                                   |
| ---------------- | --------- | -------------- | ----------------------------------------------------------------------- |
| All That         | 2005      | Mark           | Episode: "On-Air Dares"                                                 |
| The Office       | 2007      | Leveringsdreng | Episode: "Launch Party"                                                 |
| Zoey 101         | 2007–2008 | Dooley Fibadoo | 3 episoder: "Wrestling", "Goodbye Zoey: Part 1", "Goodbye Zoey: Part 2" |
| True Blood       | 2008      | Neil Jones     | 2 episoder: "Escape from Dragon House", "Cold Ground".                  |
| Glee             | 2009–2015 | Artie Abrams   |                                                                         |
| The Glee Project | 2011–2012 | Sig selv       | 2 episoder: "Generosity", "Adaptability"                                |